# Platypolia albiserrata
Platypolia albiserrata är en fjärilsart som beskrevs av Smith. Platypolia albiserrata ingår i släktet Platypolia och familjen nattflyn. Inga underarter finns listade i Catalogue of Life.